# Claudette Colbert
Claudette Colbert, all'anagrafe Émilie Chauchoin, detta Lily (Saint-Mandé, 13 settembre 1903 – Speightstown, 30 luglio 1996), è stata un'attrice francese naturalizzata statunitense, nota per aver ricoperto il ruolo di protagonista nel film di Frank Capra Accadde una notte, in coppia con Clark Gable, grazie a cui vinse l'Oscar alla miglior attrice nel 1935. Molto attiva anche in campo teatrale, recitò in una ventina di commedie e drammi a Broadway dagli anni 20 agli anni 80.
L'American Film Institute ha inserito la Colbert al dodicesimo posto tra le più grandi star della storia del cinema.

## Biografia

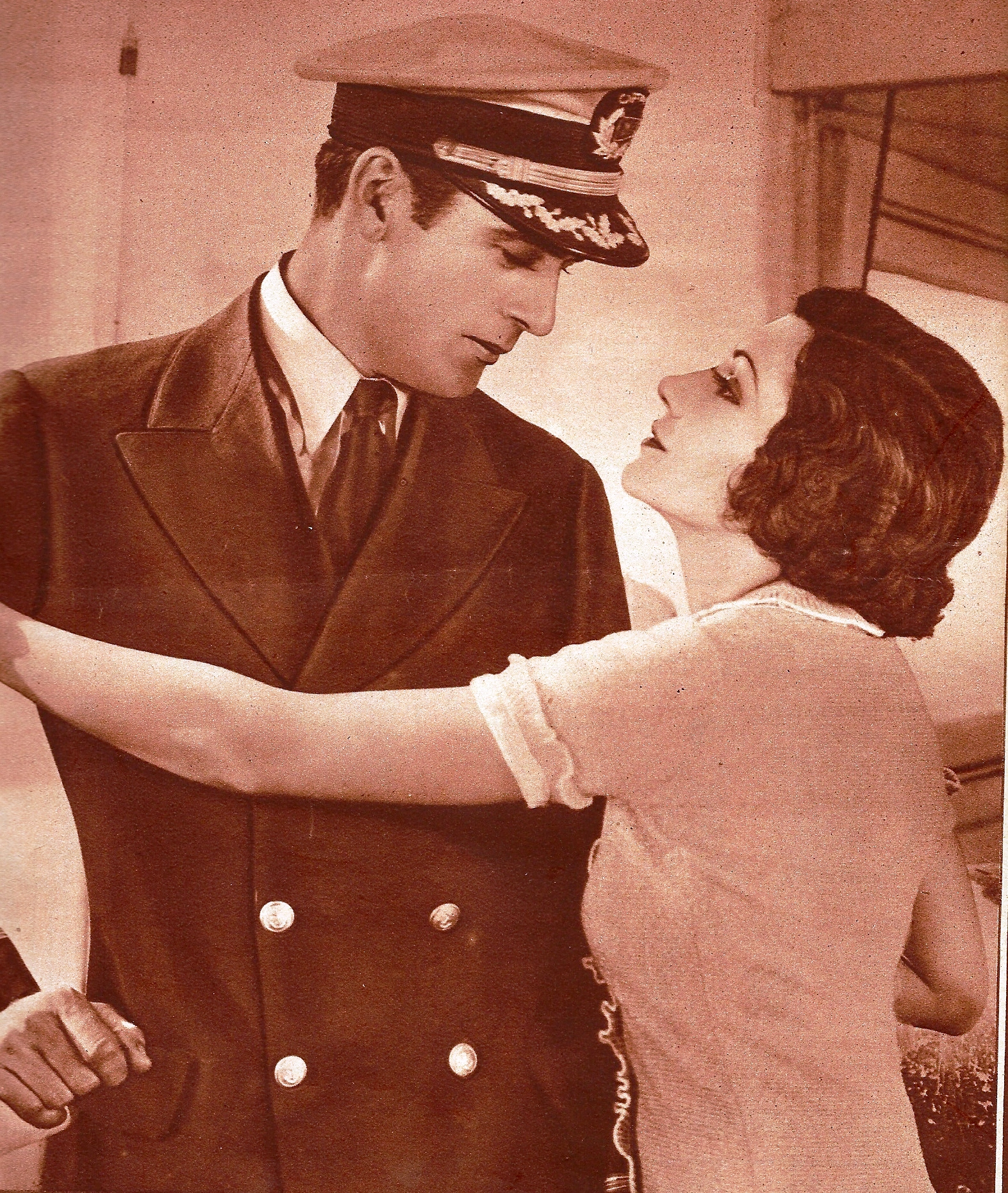
Gary Cooper e Claudette Colbert ne Il capitano (1931) di Edward Sloman

Francese di nascita (i suoi genitori si trasferirono negli Stati Uniti quando lei aveva solo tre anni), lavorò come stenografa e debuttò in teatro nei primi anni venti come scenografa. Nel 1923 realizzò la sua ambizione di diventare attrice con la commedia The Wild Westcotts di A. Morrisons. Dotata di una splendida chioma bruna, di un sorriso solare e di una naturale eleganza, venne messa sotto contratto dal produttore Al Woods e interpretò una dozzina di parti nel ruolo di protagonista, lavorando anche con Walter Huston nella pièce The Barkers (1927) di K. Nicholson, in cui interpretò il ruolo di Lou e che fu il suo più grande successo teatrale.
Notata dal cinema, debuttò con Per l'amore di Mike (1927) di Frank Capra e girò i suoi primi film a New York. Nella prima metà degli anni trenta recitò al fianco di attori come Maurice Chevalier in L'allegro tenente (1931), Gary Cooper in Il capitano (1931), Herbert Marshall in Quattro persone spaventate (1934), Charles Boyer in Mondi privati (1935), Fredric March e Fred MacMurray (con entrambi i quali lavorerà più volte). Interprete versatile, riuscì a spaziare da ruoli di commediante maliziosa a personaggi di femme fatale come la Poppea de Il segno della croce (1932), dove fece un celebratissimo bagno nel latte di asina, e la Cleopatra del film omonimo del 1934; in entrambe le pellicole fu diretta da Cecil B. DeMille.
Divenne una star di prima grandezza grazie alla sua vivace interpretazione di una capricciosa ereditiera nella commedia Accadde una notte (1934) di Frank Capra, accanto a Clark Gable, ruolo per cui ottenne un premio Oscar alla miglior attrice. Si racconta che la Colbert, subentrata a Myrna Loy nella parte, non avrebbe partecipato alla cerimonia di premiazione degli Oscar perché si trovava in treno, dubbiosa di poter vincere il premio. Negli anni seguenti l'attrice apparve con eguale successo nella commedia - Ritrovarsi (1942) di Preston Sturges, Io e l'uovo (1947) di Chester Erskine - e nel melodramma - Lo specchio della vita (1934) di John M. Stahl -, fino al genere noir - Donne e veleni (1948) di Douglas Sirk.
A partire dai primi anni cinquanta, dopo un'acclamata interpretazione nel ruolo della prigioniera di un campo di concentramento giapponese nel dramma ...e la vita continua (1950) di Jean Negulesco, l'attrice abbandonò progressivamente il cinema. Nel 1961 interpretò il ruolo della madre del protagonista nel film Vento caldo ma, data la scarsa attenzione della stampa nei suoi confronti, iniziò a privilegiare il teatro. Un suo grande successo fu nella commedia Aren't We Wall? di Frederick Lonsdale, interpretata nel 1985 al fianco di Rex Harrison. Restò attiva fino a pochi anni prima della sua morte, avvenuta nella sua residenza nell'isola di Barbados.

## Filmografia

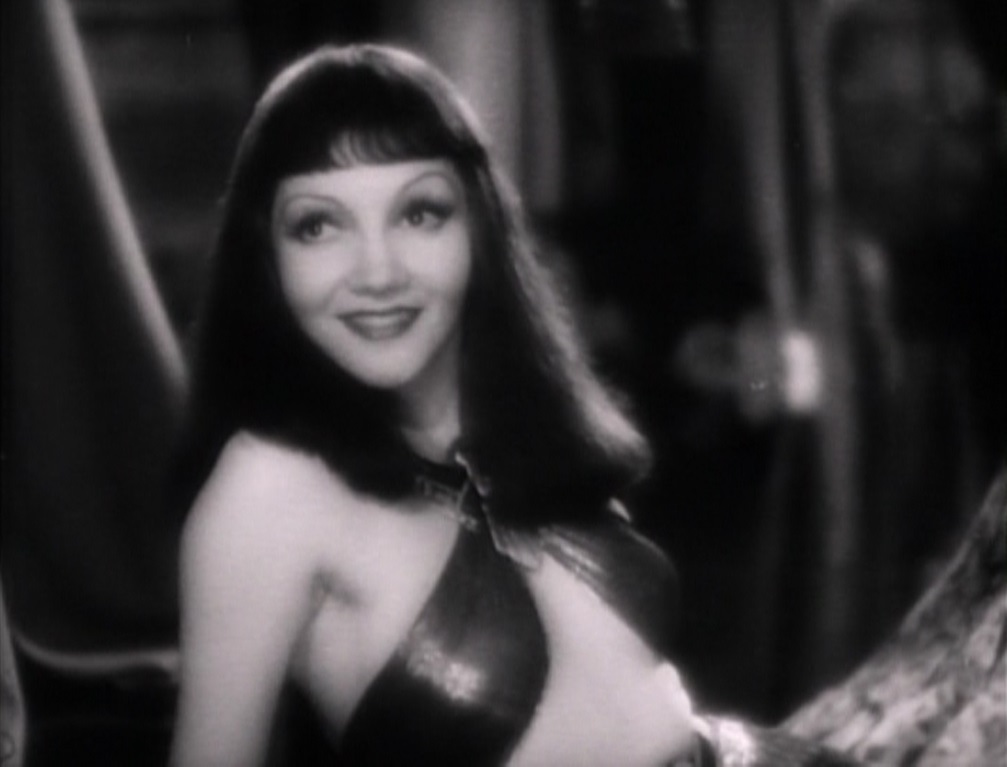
Claudette Colbert in Cleopatra (1934)

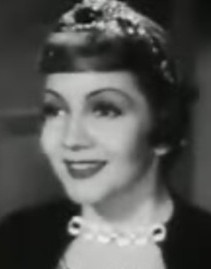
Nel film Tovarich (1937)

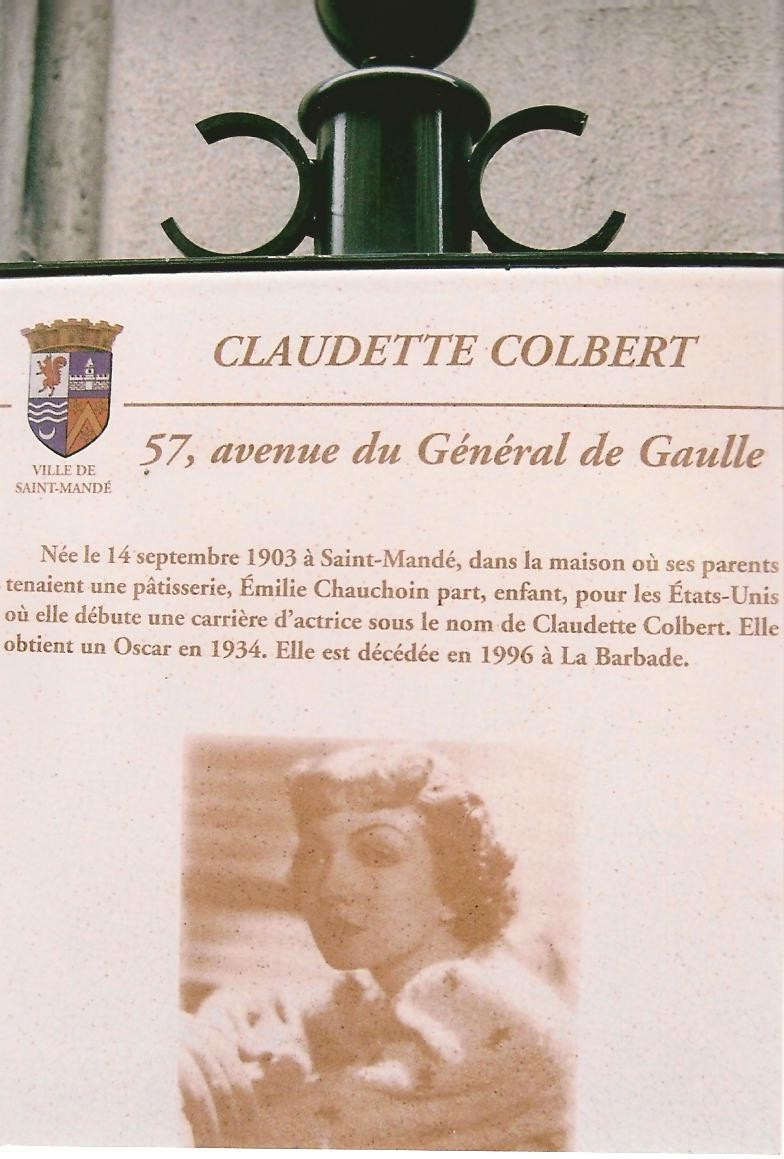
Targa commemorativa che dovrebbe trovarsi di fronte al luogo in cui Claudette Colbert nacque a Saint-Mandé, nella vicina periferia orientale di Parigi.Questa targa indica il 14 settembre come data di nascita: infatti, è il giorno in cui è stato registrato il certificato di nascita. È nata un giorno prima: il 13.Il suo luogo di nascita reale è in realtà a 5, rue Armand-Carrel, strada che è stata rinominata avenue du Général-de-Gaulle

### Cinema
- Per l'amore di Mike (For the Love of Mike), regia di Frank Capra (1927)
- The Hole in the Wall, regia di Robert Florey (1929)
- The Lady Lies, regia di Hobart Henley (1929)
- Mysterious Mr. Parkes, regia di Louis J. Gasnier (1929)
- Gioventù di Manhattan (Young Man of Manhattan), regia di Monta Bell (1930)
- La conquista dell'America (The Big Pond), regia di Hobart Henley (1930)
- La grande mare, regia di Hobart Henley (1930)
- Honor Among Lovers, regia di Dorothy Arzner (1931)
- L'allegro tenente (The Smiling Lieutenant), regia di Ernst Lubitsch (1931)
- Secrets of a Secretary, regia di George Abbott (1931)
- Il capitano (His Woman), regia di Edward Sloman (1931)
- Il segno della croce (The Sign of the Cross), regia di Cecil B. DeMille (1932)
- Il sesso più astuto (The Wiser Sex), regia di Berthold Viertel e Victor Viertel (1932)
- The Misleading Lady, regia di Stuart Walker (1932)
- L'amore perduto (The Man from Yesterday), regia di Berthold Viertel (1932)
- La principessa Nadia (Tonight Is Ours), regia di Stuart Walker (1933)
- The Phantom President, regia di Norman Taurog (1933)
- Pescicani - Contrabbando giallo (I Cover the Waterfront), regia di James Cruze (1933)
- Torch Singer, regia di Alexander Hall e George Somnes (1933)
- Three Cornered Moon, regia di Elliott Nugent (1933)
- Quattro persone spaventate (Four Frightened People), regia di Cecil B. DeMille (1934)
- Accadde una notte (It Happened One Night), regia di Frank Capra (1934)
- Cleopatra, regia di Cecil B. De Mille (1934)
- Lo specchio della vita (Imitation of Life), regia di John M. Stahl (1934)
- Il giglio d'oro (The Gilded Lily), regia di Wesley Ruggles (1935)
- Mondi privati (Private Worlds), regia di Gregory La Cava (1935)
- Voglio essere amata (She Married Her Boss), regia di Gregory La Cava (1935)
- The Bride Comes Home, regia di Wesley Ruggles (1935)
- Sotto due bandiere (Under Two Flags), regia di Frank Lloyd (1936)
- La vergine di Salem (Maid of Salem), regia di Frank Lloyd (1937)
- Incontro a Parigi (I Met Him in Paris), regia di Wesley Ruggles (1937)
- Tovarich, regia di Anatole Litvak (1937)
- L'ottava moglie di Barbablù (Bluebeard's Eighth Wife), regia di Ernst Lubitsch (1938)
- Zazà (Zaza), regia di George Cukor (1939)
- La signora di mezzanotte (Midnight), regia di Mitchell Leisen (1939)
- La più grande avventura (Drums Along the Mohawks), regia di John Ford (1939)
- Questo mondo è meraviglioso (It's a Wonderful World), regia di W. S. Van Dyke (1939)
- La febbre del petrolio (Boom Town), regia di Jack Conway (1940)
- Arrivederci in Francia (Arise my Love), regia di Mitchell Leisen (1940)
- Skylark, regia di Mark Sandrich (1941)
- Echi di gioventù (Remember the Day), regia di Henry King (1941)
- Ritrovarsi (The Palm Beach Story), regia di Preston Sturges (1942)
- Non c'è tempo per l'amore (No Time for Love), regia di Mitchell Leisen (1943)
- Sorelle in armi (So Proudly, We Hail), regia di Mark Sandrich (1943)
- Da quando te ne andasti (Since You Went Away), regia di John Cromwell (1944)
- Sinceramente tua (Practically Yours), regia di Mitchell Leisen (1944)
- Quella che non devi amare (Guest Life), regia di Sam Wood (1945)
- Conta solo l'avvenire (Tomorrow Is Forever), regia di Irving Pichel (1946)
- California Express (Without Reservations), regia di Mervyn LeRoy (1946)
- In fondo al cuore (The Secret Heart), regia di Robert Z. Leonard (1946)
- Io e l'uovo (The Egg and I), regia di Chester Erskine (1947)
- Donne e veleni (Sleep, My Love), regia di Douglas Sirk (1948)
- Abbandonata in viaggio di nozze (Family Honeymoon), regia di Claude Binyon (1949)
- Questo me lo sposo io (Bride for Sale), regia di William D. Russell (1949)
- ...e la vita continua (Three Came Home), regia di Jean Negulesco (1950)
- La campana del convento (Thunder on the Hill), regia di Douglas Sirk (1950)
- Nozze infrante (The Secret Fury), regia di Mel Ferrer (1951)
- Mia moglie si sposa (Let's Make It Legal), regia di Richard Sale (1951)
- Sangue bianco (The Planteur's Wife), regia di Ken Annakin (1952)
- Destini di donne (Destinées), regia di Marcello Pagliero - episodio "Elisabetta" (1953)
- Versailles (Si Versailles m'était conté), regia di Sacha Guitry (1954)
- I dominatori di Fort Ralston (Texas Lady), regia di Tim Whelan (1954)
- Vento caldo (Parrish), regia di Delmer Daves (1961)

### Televisione
- Climax! – serie TV, episodi 1x21-1x24 (1955)
- I racconti del West (Dick Powell's Zane Grey Theater) – serie TV, episodio 2x02 (1957)
- Telephone Time – serie TV, episodio 3x13 (1957)
- General Electric Theater – serie TV, episodi 6x19-6x20 (1958)

## Teatro

### Teatro a Broadway
- The Wild Westcotts (Dic 24, 1923 - Gen 1924)
- A Kiss in a Taxi (Ago 25, 1925 - Ott 1925)
- The Ghost Train (Agg 25, 1926 - Ott 1926)
- The Pearl of Great Price (Nov 1, 1926 - Nov 1926)
- The Barker (gen 18, 1927 - lug 1927)
- The Mulberry Bush (Ott 26, 1927 - Nov 1927)
- La Gringa (Feb 1, 1928 - Feb 1928)
- Within the Law (Mar 5, 1928 - Mar 1928)
- Fast Life (Set 26, 1928 - Ott 1928)
- Tin Pan Alley (Nov 1, 1928 - Dic 1928)
- Dynamo (Feb 11, 1929 - Mar 1929)
- See Naples and Die (Set 24, 1929 - Nov 1929)
- Janus (Giu 30, 1956)
- The Marriage-Go-Round (Ott 29, 1958 - Feb 13, 1960)
- Julia, Jake and Uncle Joe (Gen 28, 1961)
- The Irregular Verb to Love (Set 17, 1963 - Dic 28, 1963)
- The Kingfisher (Dic 6, 1978 - Mag 13, 1979)
- A Talent for Murder (Ott 1, 1981 - Dic 6, 1981)
- Aren't We All? (Apr 29, 1985 - Lug 21, 1985)

## Riconoscimenti
- Premio Oscar
  - 1935 – Miglior attrice per Accadde una notte
  - 1936 – Candidatura alla miglior attrice per Mondi privati
  - 1945 – Candidatura alla miglior attrice per Da quando te ne andasti

## Doppiatrici italiane
- Lydia Simoneschi in Quattro persone spaventate, La signora di mezzanotte, La febbre del petrolio (ridoppiaggio), Io e l'uovo, Abbandonata in viaggio di nozze, ...e la vita continua, La campana del convento, Mia moglie si sposa, I dominatori di Fort Ralston, Vento caldo, Lady Texas
- Giovanna Scotto in Tovarich (ridoppiaggio), La più grande avventura, Arrivederci in Francia, Da quando te ne andasti, In fondo al cuore, Donne e veleni
- Marcella Rovena in Il segno della croce (ridoppiaggio), Cleopatra (entrambi i doppiaggi)[3], Incontro a Parigi, Non c'è tempo per l'amore, Sorelle in armi (ridoppiaggio)
- Andreina Pagnani in Conta solo l'avvenire, California Express, Nozze infrante
- Nella Maria Bonora in Accadde una notte
- Tina Lattanzi in Questo mondo è meraviglioso
- Laura Carli in Ritrovarsi
- Germana Dominici in L'ottava moglie di Barbablù (ridoppiaggio)[4]
- Lorenza Biella in La più grande avventura (ridoppiaggio)